# Bephrata dalhousiensis
Bephrata dalhousiensis är en stekelart som beskrevs av Durgadas Mukerjee 1981. Bephrata dalhousiensis ingår i släktet Bephrata och familjen kragglanssteklar. Inga underarter finns listade.